# Henry Licett
 (septembre 2017).
Henry Licett, de son nom civil Henry Yoel Licett, né le 12 décembre 1987 à El Tigre dans l'État d'Anzoátegui au Venezuela, est un acteur, chanteur et mannequin vénézuélien.

## Biographie
Il commence sa carrière à l'âge de 18 ans, en s'inscrivant à un casting pour un concours masculin de beauté, qu'il ne remporte pas, mais qui lui sert de tremplin pour sa carrière artistique.